# Godegårds bruk
Godegård är en herrgård och före detta järnbruk i Godegårds socken i Motala kommun.

## Tidiga ägare av bruket
I trakten har bergsbruk bedrivits sedan medeltiden. Tidigaste kända person med anknytning till bergsbruket i Godegård är riddaren och riksrådet Nils Abjörnsson (Sparre av Tofta) som 1359 tillsammans med sin hustru Bengta Abrahamsdotter testamenterade Godegårds gård till S:t Andreas Altare i Linköpings domkyrka. Han ägde bland annat Ängsö slott i Västmanland och Salsta slott i Uppland och var son till riksrådet och drotsen Abjörn Sixtensson (Sparre av Tofta) och Ingeborg Ulfsdotter (Ulv). Att Abjörnsson ägde Godegård redan 1345 framgår av ett diplom enligt vilken han 16 januari 1345 pantsatte sina gods i Godegård för en skuld till Katerina i Avetomta.

## Louis De Geer-epoken
Louis De Geer förvärvade och utvidgade ett redan befintligt järnbruk i mitten av 1600-talet, samt tog in valloner till trakten. Efter De Geers död ärvdes bruket av dennes yngste son, Jean De Geer. Efter en brand 1719 uppfördes den nuvarande huvudbyggnaden av reveterat timmer i två våningar under säteritak; den stod färdig 1725.

## Koppling till Ostindiska kompaniet
1775 övergick hela egendomen genom köp till direktören i det ostindiska kompaniet Jean Abraham Grill (1736–1792), tidigare superkargör i Ostindiska kompaniet och från 1778 direktör i kompaniet (även benämnd Johan Abraham Grill, ej att förväxla med farbrodern Johan Abraham Grill 1719–1799). Under Grills ledning skedde en upprustning av järnbruket samtidigt som herrgården moderniserades. Åren 1785–1792 anlades en engelsk park, ritad av F.M. Piper. I samband därmed tillkom bland annat en rad lusthus i kinesiserande stil. Av dessa återstår idag endast den kinesiska paviljongen på Lustigkulle, som Posten avbildade och utgav i serien Våra Lusthus den 16 maj 2003. I huvudbyggnaden finns flera rumsinredningar från 1700-talet, bland annat ett par målade tak från byggnadstiden, samt ett rum med kinesiska målningar på papper. De båda kvadratiska tvåvåningsflyglarna av reveterat timmer uppfördes troligen på 1770-talet. Från själva järnbruket finns ett flertal byggnader från 1700- och 1800-talen bevarade. 

## Brukets nedläggning
1896 lades Godegårds bruk ned, egendomen innehades dock av familjen Grill ända fram till 1980. Godegård byggnadsminnesförklarades 1977. 

## Godegårdsarkivet
Det så kallade Godegårdsarkivet, som bland annat innehåller Jean Abraham Grills brev och räkenskaper, finns på Nordiska Museet i Stockholm.

## Godegårdsrummet på Vadstena slott
På andra våningen i Vadstena slott finns det så kallade Godegårdsrummet. Det kallas så eftersom ett målat brädtak från Godegårds bruk placerats i det på senare tid.  

## Godegårds bruk idag
Vid gården återfinns Godegårds bruks- och porslinsmuseum.